# Ben Proudfoot
Ben Proudfoot (* 29. Oktober 1990 in Halifax, Nova Scotia) ist ein kanadischer Filmemacher.

## Leben
In seiner Jugend trat Ben Proudfoot als Manipulateur auf und gewann sowohl kanadische als auch internationale Wettbewerbe. Er besuchte die Citadel High School und studierte anschließend an der University of Southern California’s School of Cinematic Arts in Los Angeles. 2012 gründete er Breakwater Studios in Los Angeles. 2015 wurde er für Life's Work: Six Conversations with Makers über Künstler und Handwerker in Nova Scotia als bester Regisseur eines Kurzfilms auf dem Raindance Festival in London ausgezeichnet.
Mit der Kurzdokumentation A Concerto Is a Conversation wurde er bei der Oscarverleihung 2021 zusammen mit Regisseur Kris Bowers in der Kategorie Bester Dokumentar-Kurzfilm nominiert. Sie gewannen am 27. März 2022 den Preis. Der Film handelt von Bowers’ Großvater Horace Bowers, der während der Rassentrennung aufwuchs und eine Wäscherei besaß.
Im Jahr 2022 wurde er in die Academy of Motion Picture Arts and Sciences (AMPAS) berufen, die alljährlich die Oscars vergibt. Zwei Jahre später gewann er gemeinsam mit Kris Bowers den Oscar für The Last Repair Shop (2023). Das Werk stellt einen Reparatur-Laden in einem Warenhaus in Los Angeles in den Mittelpunkt, bei dem ehrenamtliche Helfer seit 1959 mehr als 80.000 Schul-Musikinstrumente kostenfrei warten.

## Privatleben
Ben Proudfoot ist der Sohn des 2020 verstorbenen angesehenen Anwalts Gordon Proudfoot aus Halifax.

## Filmografie (Auswahl)
- 2011: Dinner with Fred (Kurzfilm)
- 2013: Haven: Darkside Seekers
- 2013: Inside Haven (Webserie)
- 2013: The Ox (Kurzdokumentation)
- 2015: Stone (Kurzdokumentation)
- 2015: Haven: Origins (1 Folge)
- 2015: Rust (Kurzdokumentation)
- 2015: Mother Earth (Kurzdokumentation)
- 2015: Ladybug (Kurzdokumentation)
- 2015: Fibre & Wood (Kurzdokumentation)
- 2016: Why This Road: Dan Portelance (Kurzdokumentation)
- 2016: Rwanda & Juliet (Dokumentarfilm)
- 2017: Flying High: Keith Roudebush (Kurzfilm)
- 2017: Lost at Sea (Kurzdokumentation)
- 2017: Kunstglaser (Kurzfilm)
- 2017: A Love Letter to Lisbon (Kurzfilm)
- 2018: Still Here (Kurzfilm)
- 2018: The Catalyte Storyx (Kurzfilm)
- 2018: George (Kurzfilm)
- 2019: H. Salt (Kurzdokumentation)
- 2019: Beautiful Savage (Kurzfilm)
- 2019: That’s My Jazz (Kurzdokumentation)
- 2020: A Concerto Is a Conversation (Kurzdokumentation)
- 2021: The Queen of Basketball (Kurzdokumentation)
- 2023: The Last Repair Shop (Kurzdokumentation)